# Durand
Durand település az Amerikai Egyesült Államok Michigan államában, Shiawassee megyében. Lakosainak száma 3507 fő (2020. április 1.).

## Közlekedés

### Vasút
A települést napi egy pár Blue Water néven futó Amtrak távolsági vonatjárat érinti.

## Népesség
A település népességének változása:

| 2010 | 3 446 |
| 2020 | 3 507 |